# Tegetthoff-Klasse

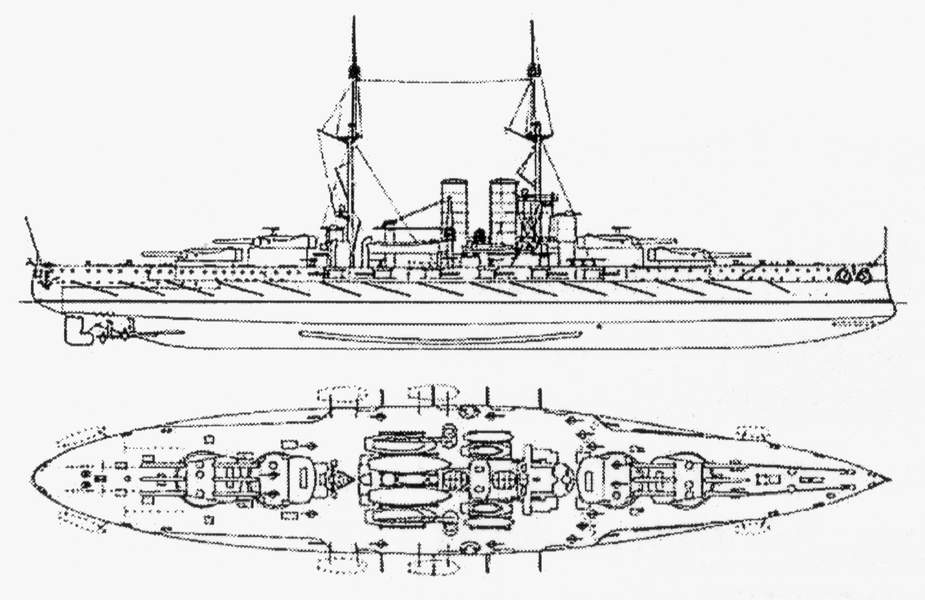
Rißzeichnung der Tegetthoff-Klasse

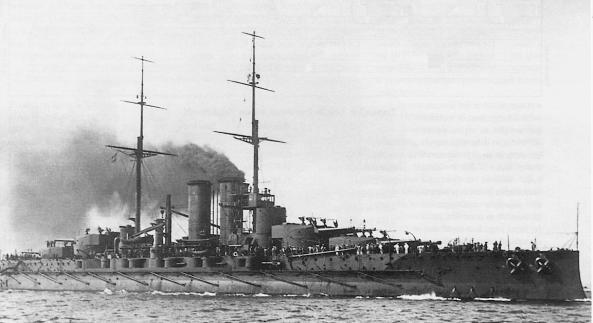
SMS Viribus Unitis

Die Tegetthoff-Klasse (auch als Viribus-Unitis-Klasse bezeichnet) war eine Schlachtschiffklasse der K.u.k. Kriegsmarine. Sie bestand aus
- Viribus Unitis
- Tegetthoff
- Prinz Eugen
- Szent István

Da das Schwesterschiff Viribus Unitis noch vor dem Typschiff Tegetthoff vom Stapel gelassen wurde, wird in vielen Publikationen die Klasse nach dem zuerst zu Wasser gelassenen Schiff als Viribus-Unitis-Klasse benannt.
Die Schiffe dieser Klasse waren die einzigen Großkampfschiffe Österreich-Ungarns bei Ausbruch des Ersten Weltkriegs und blieben es für die Dauer des Krieges. Die Nachfolger der Ersatz-Monarch-Klasse kamen kriegsbedingt über das Planungsstadium nicht mehr hinaus.
Als modernste Einheiten der österreichischen Marine bildeten sie einerseits das Rückgrat der Mittelmeerflotte, wurden andererseits aber nur sehr zurückhaltend eingesetzt, da sie im Fall einer Versenkung praktisch nicht zu ersetzen gewesen wären. Auf ihren seltenen Einsätzen verließen sie die Adria nicht und unternahmen hauptsächlich Beschießungen italienischer Küstenorte, wobei Gefechte mit italienischen Schlachtschiffen möglichst vermieden wurden.

## Konstruktionsdaten
Die Schiffe der Tegetthoff-Klasse waren etwas kleiner als die Dreadnoughts anderer Großmächte, sie hatten eine Verdrängung von nur etwa 22.000 Tonnen. Sie besaßen jeweils insgesamt zwölf, von Škoda gefertigte, schwere 30,5-cm-Geschütze in vier Drillingstürmen, welche in überhöhter Endaufstellung montiert waren. Diese Bauweise mit Drillingstürmen wurde in der Tegetthoff-Klasse weltweit erstmals ausgeführt und sollte sich später im Schlachtschiffbau allgemein durchsetzen. Die Bewaffnung war damit ebenso stark wie die ihres italienischen Gegenstücks Dante Alighieri. Der Unterwasserschutz war relativ schwach ausgelegt, Torpedoschutz wurde durch Netze aus Stahl gewährleistet, welche nur bei gestoppt liegendem Schiff anwendbar waren. Sie waren teuer und schwer instand zu halten. Die Maschinen waren nicht übermäßig stark, die Schiffe waren wie der Rest der Flotte als Küstenverteidiger konzipiert.
Die ersten drei Schiffe wurden bei Stabilimento Tecnico Triestino in Mulgs gebaut. Die Szent István hingegen wurde auf der Danubius-Werft in Fiume gebaut.
Da zur Zeit des Baus die von Bombenwürfen durch Flugzeuge ausgehende Gefahr noch nicht erkannt worden war, fehlten den Schiffen dieser Klasse die später obligatorischen Panzergrätings in den Schornsteinhälsen, die ein Durchschlagen von Bomben in die Kesselräume verhinderten. Behelfsweise wurden die Schornsteinöffnungen mit Drahtnetzen überspannt, die später durch kegelförmige Bleche ergänzt wurden, die als Bombenabweiser wirken sollten.
Die Szent István war mit einem beide Schornsteine umfassenden Plattformkranz ausgestattet, der nach vorn mit dem Brückendeck verbunden war und den ihre drei Schwesterschiffe nicht hatten.